# Callipallene ersei
Callipallene ersei is een zeespin uit de familie Callipallenidae. De soort behoort tot het geslacht Callipallene. Callipallene ersei werd in 1997 voor het eerst wetenschappelijk beschreven door Bamber. 